# Шавла (приток Аргута)
Шавла́ (от алтайского шаала — молодое дерево) — река на Алтае в районе Северо-Чуйского хребта, правый приток Аргута (бассейн Катуни). Длина реки 58 км, площадь водосборного бассейна 882 км².

## Общая информация

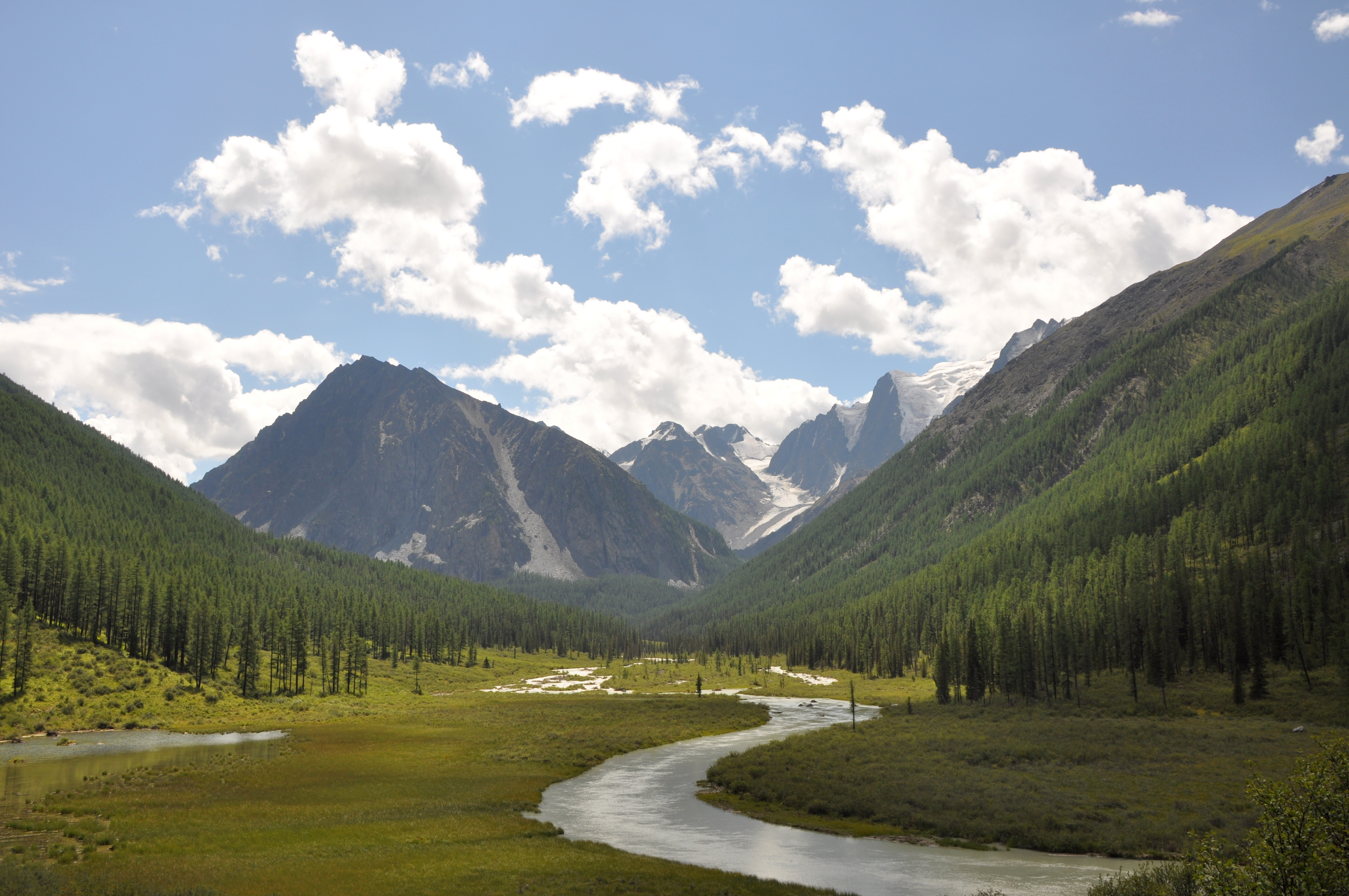
Спокойный характер Шавлы после прохождения Нижнего Шавлинского озера

Истоком считается безымянное озерцо, расположенное на высоте 2401 м у подножья ледника. Первые 1,5 километра река течёт под камнями, затем выходит на поверхность, постепенно теряя высоту, и через 1,5 км впадает в озеро на высоте 2163 м над уровнем моря, вновь вытекая из северной оконечности озера, а через 2 км впадает в Шавлинское озеро на высоте 1984 м. После прохождения озера небольшое расстояние Шавла имеет спокойный характер равнинной реки. В течение следующих 500 м река резко теряет высоту (падение ок. 150 м), пересекая мощную моренную гряду, подпирающую озеро с севера. Затем принимает левый приток (на некоторых картах — р. Левая Шавла), становится полноводнее и спокойнее. Скорость течения на этом участке составляет около 2—3 м/с. Через 10 км река принимает правый приток р. Ештыкол (высота ок. 1600 м) и круто поворачивает на запад. Ширина реки на этом участке 10—12 м. Дальше Шавла течёт в глубокой долине, по северной границе Шавлинского хребта, принимает дюжину мелких притоков, и приблизительно через 50 км впадает в Аргут.

## Притоки
- 2 км: Сайлюгем[7] (пр)
- Уштушкен[7] (лв)
- Арыш[7] (лв)
- Чарга-Узек[7] (лв)
- Турат[7] (пр)
- Караколь[5] (лв)
- 17 км: Ачик[5] (пр)
- 18 км: Сайлюгем[5] (лв)
- Тетиол[5] (лв)
- Караоюк[5]
- 27 км: Каракол[5] (пр)
- 35 км: Кмургулоюк[5] (лв)
- 40 км: Ештыкол[5] (пр)

## Туризм

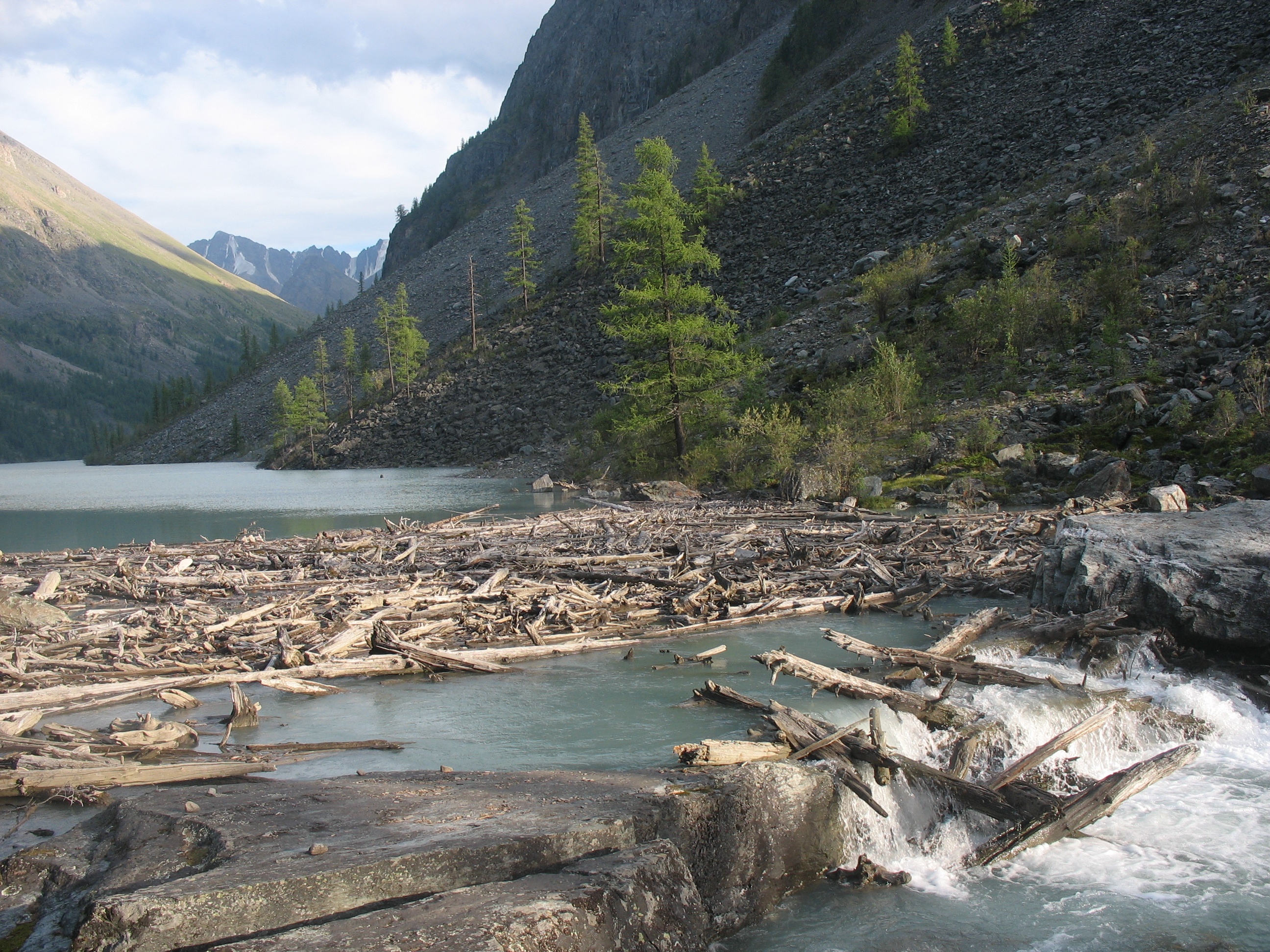
Река Шавла вытекает из Нижнего Шавлинского озера.

На всём протяжении от впадения Ештыкола река пользуется популярностью у туристов-водников. Стандартный маршрут проходит по рекам Шавла, Аргут и Катунь. В зависимости от уровня воды сложность маршрута может достигать V к. с. Шавла за 58 км длины теряет более 1000 м высоты. Каскад озёр в верховьях регулирует сток, благодаря чему Шавла в меньшей степени подвержена дождевым паводкам, чем большинство рек сходной орографии. Как и у всех рек, питающихся ледниковыми водами, сток несколько увеличивается во второй половине дня (за счёт более интенсивного таяния при нагреве) и уменьшается к рассвету. Вода в реке — мутная (т. н. «ледниковая муть»), для питья предпочтительнее выбирать мелкие притоки. Для пеших туристов река представляет заметную преграду. На участке от устья Ештыкола до Аргута есть несколько бродов, но авторы отчётов настоятельно рекомендуют использовать страховку или организовывать навесную переправу.
Система водного объекта: Аргут → Катунь → Обь → Карское море.

## Данные водного реестра
По данным государственного водного реестра России относится к Верхнеобскому бассейновому округу, водохозяйственный участок реки — Катунь, речной подбассейн реки — Бия и Катунь. Речной бассейн реки — (Верхняя) Обь до впадения Иртыша.

## Галерея

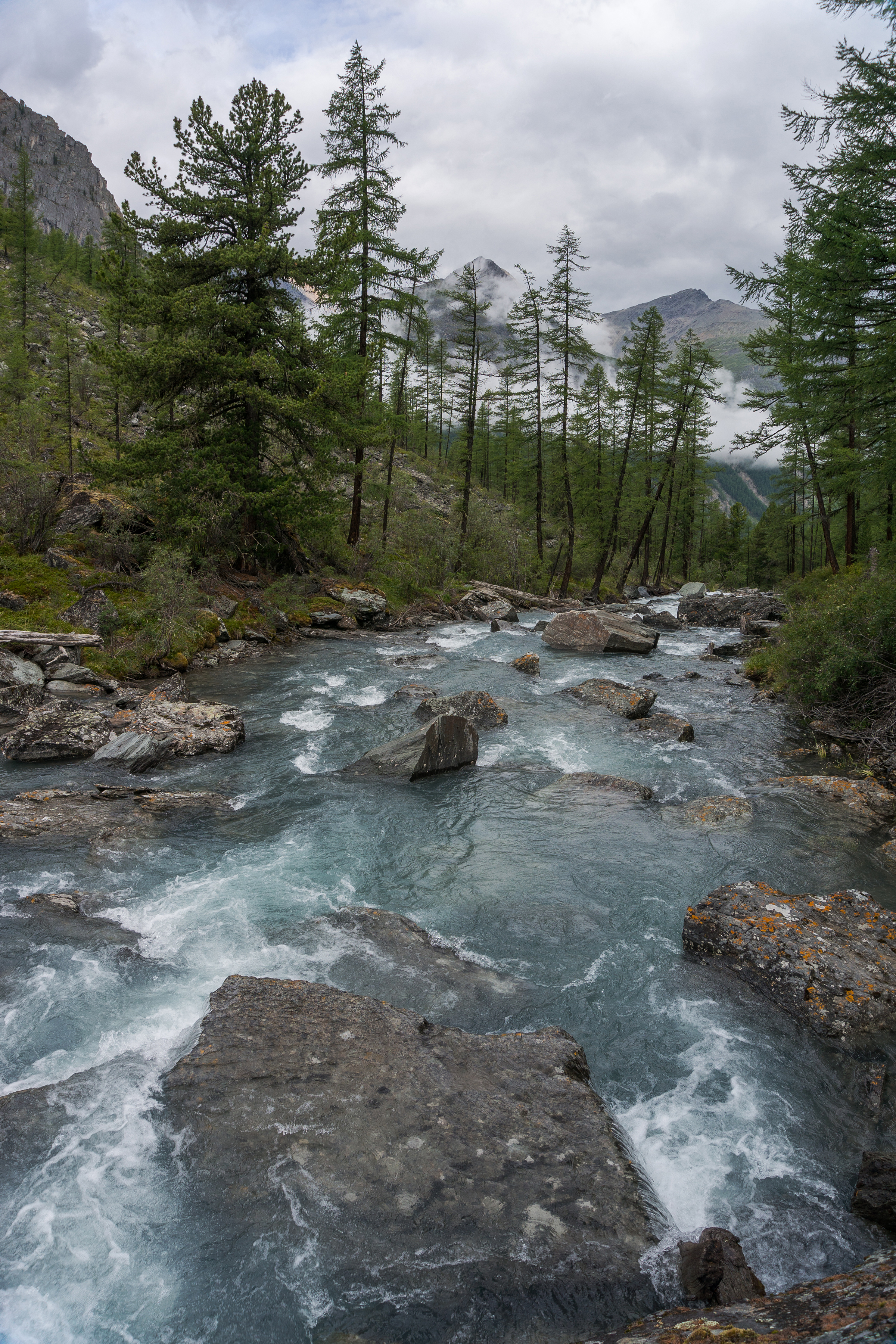
Шавла на выходе из Нижнего озера
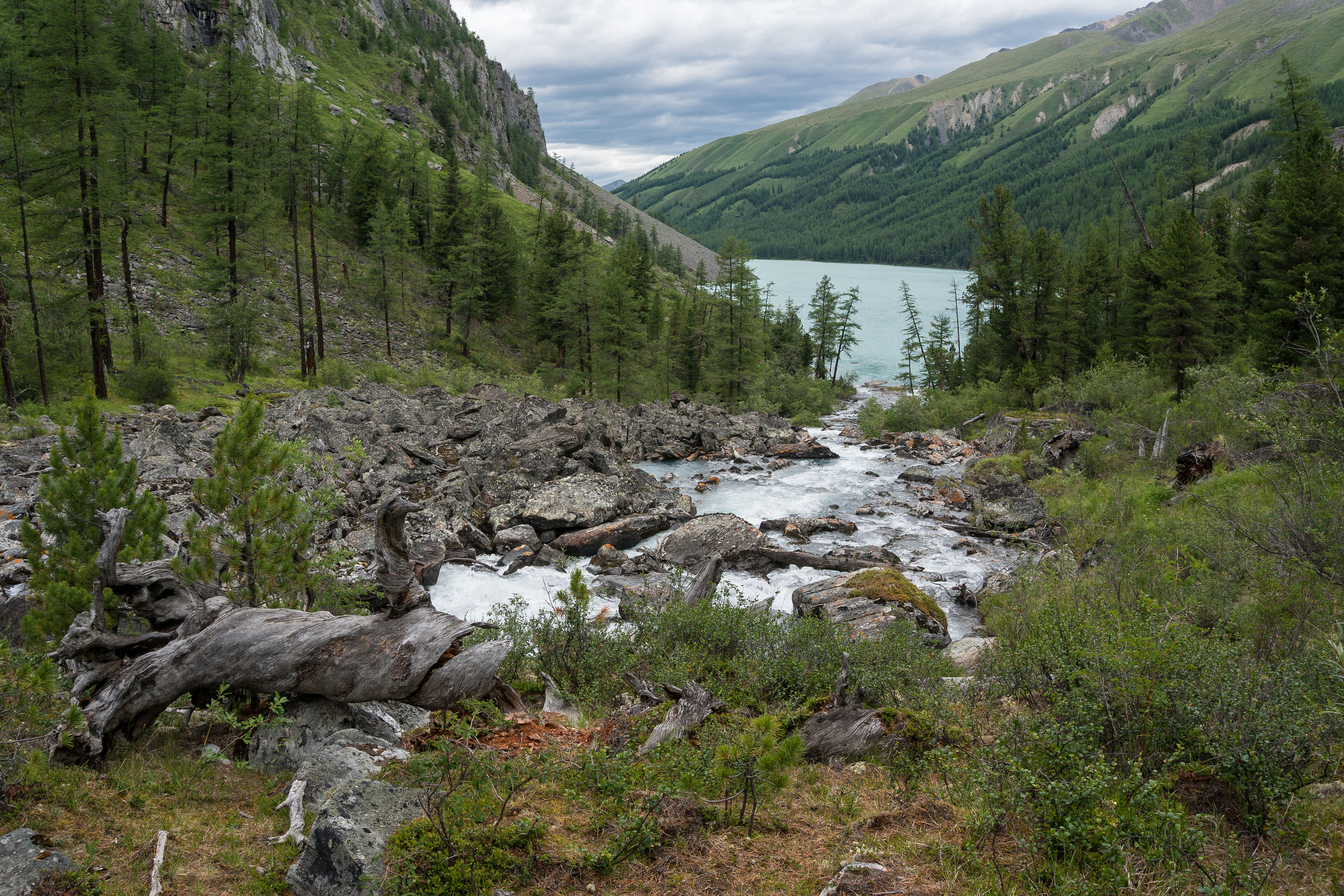
Вид на впадение Шавлы в Нижнее Шавлинское озеро
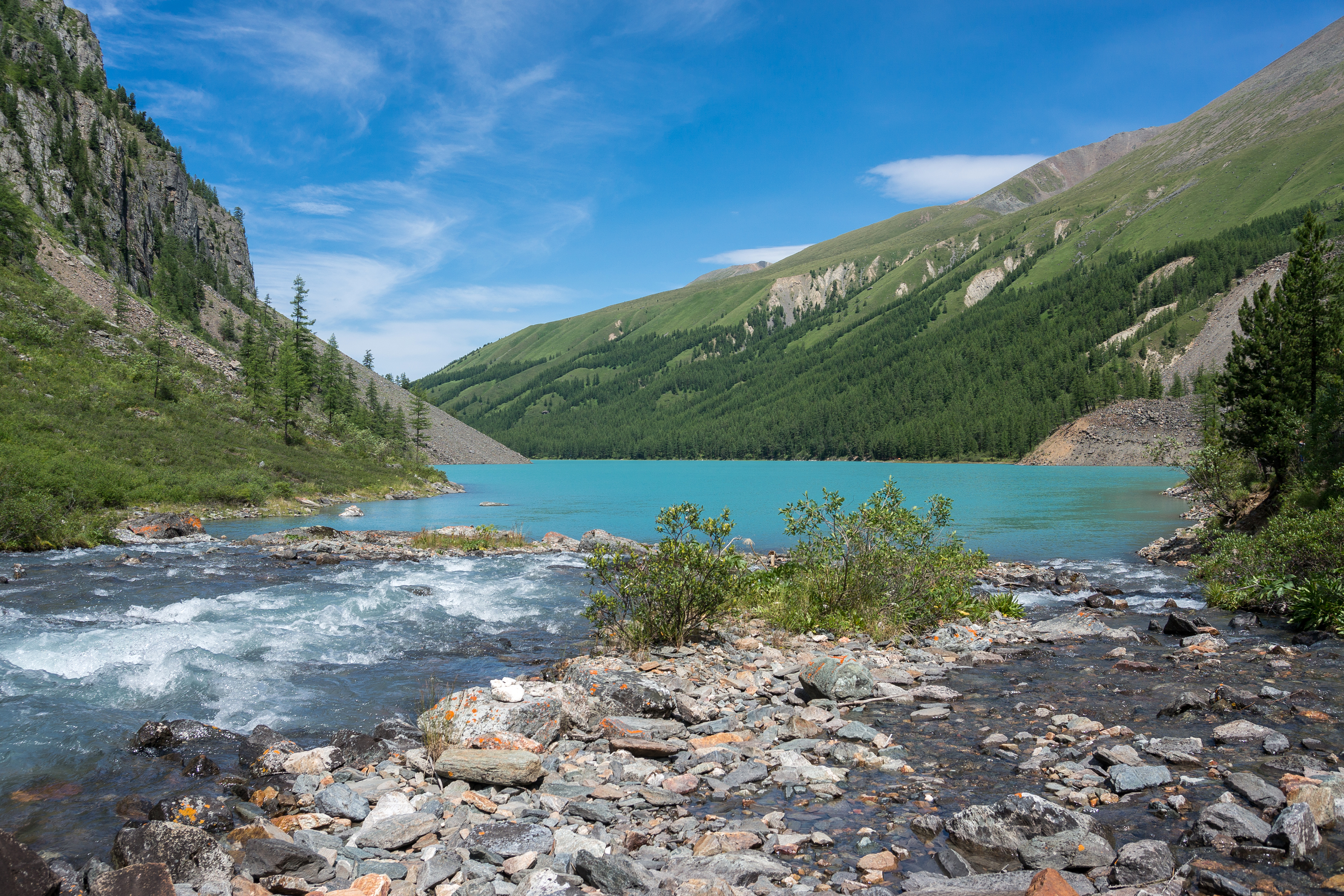
Впадение Шавлы в Нижнее Шавлинское озеро
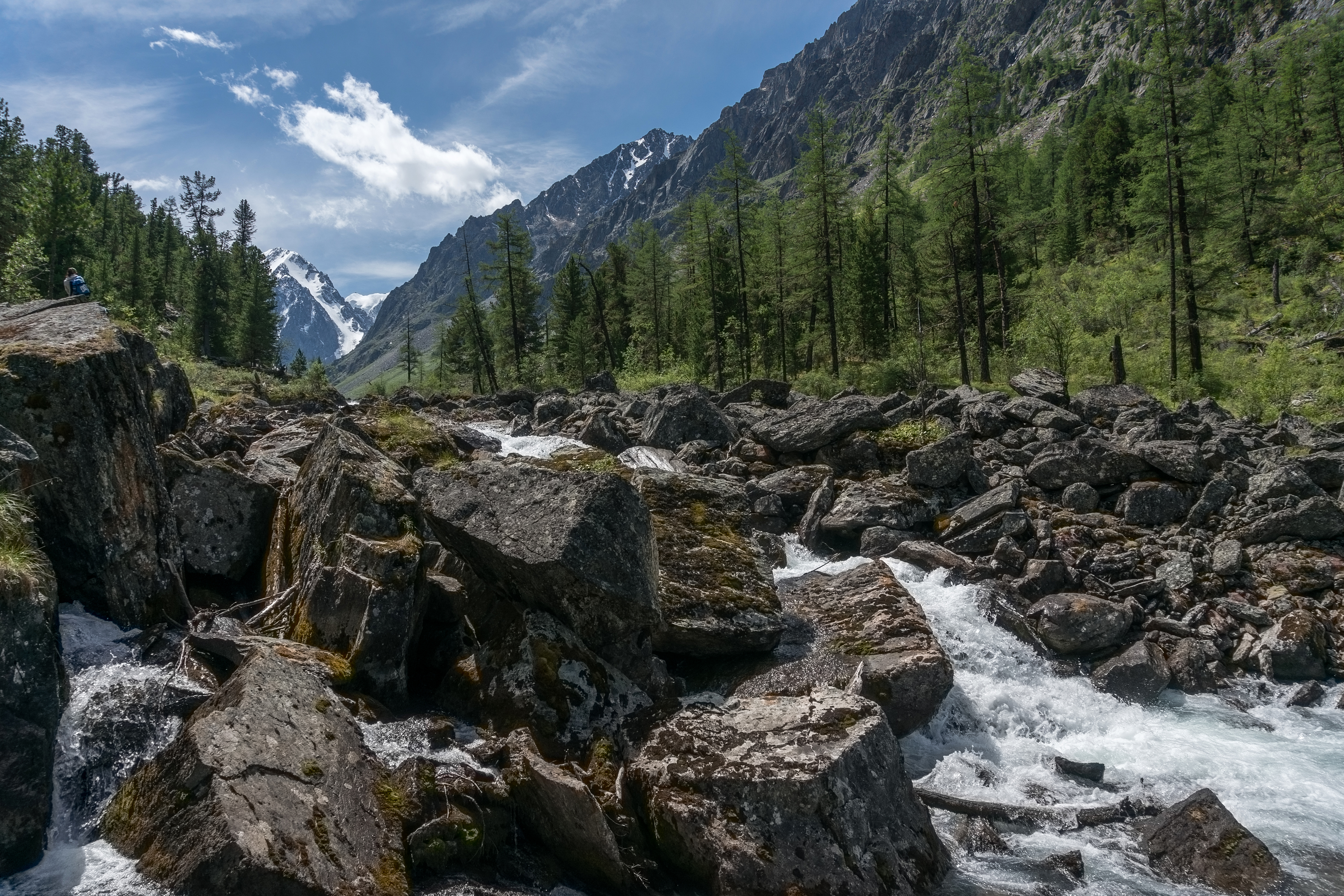
Шавла между Верхним и Нижним Шавлинскими озерами
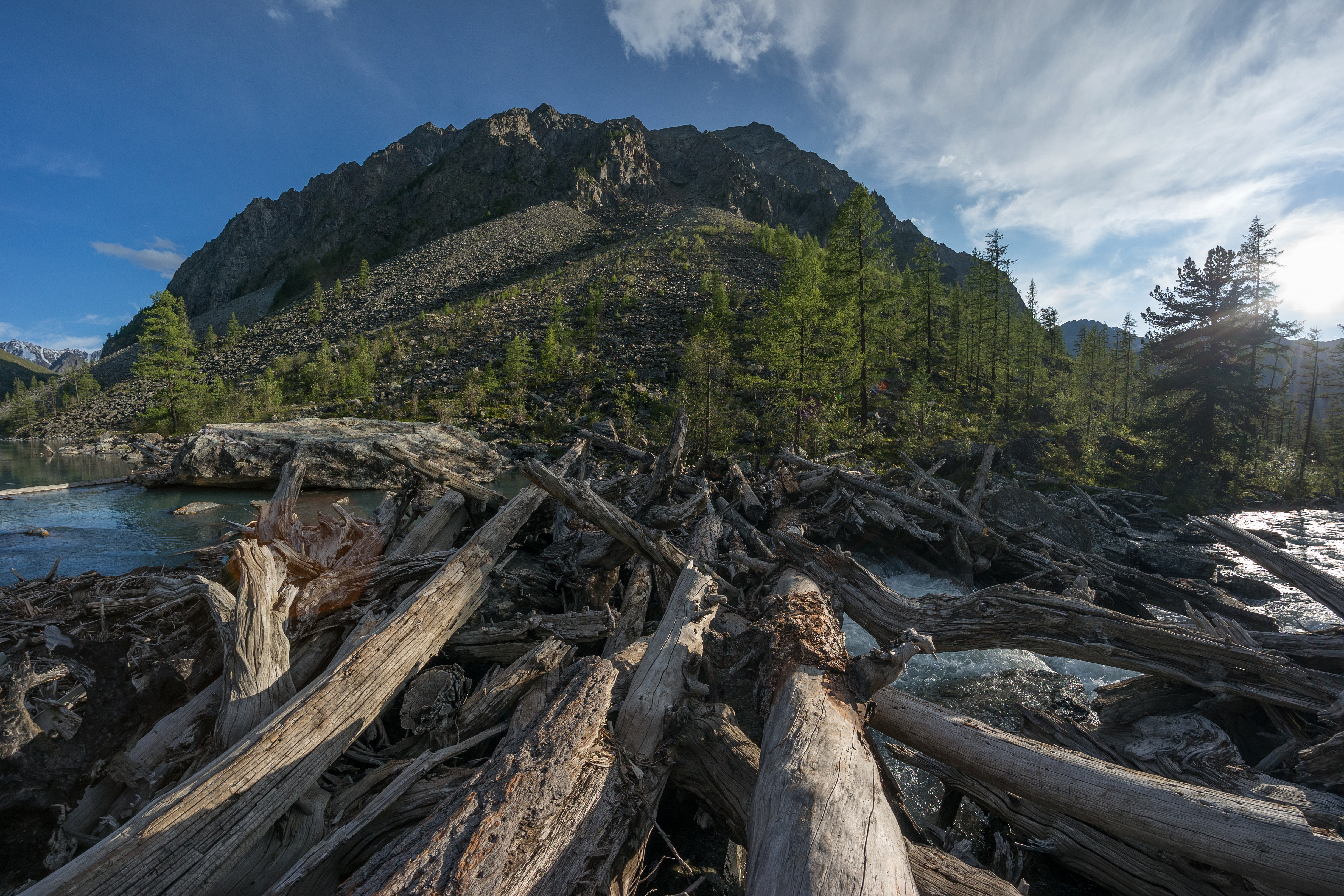
Исток Шавлы из Нижнего Шавлинского озера